# Ippomene (Re di Atene)
Ippomene fu arconte decennale di Atene tra il 723 a.C. e il 713 a.C., l'ultimo ad essere scelto dalla famiglia dei Medontidi, i discendenti di Codro.
Secondo un'antica versione, Ippomene (e non Codro) sarebbe stato l'ultimo re di Atene: Eraclide Lembo racconta che i Medontidi si fossero infiacchiti e per questa regione non si volevano più scegliere nuovi arconti dalla loro famiglia, tuttavia, Ippomene, poiché desiderava riscattare la sua famiglia da quella reputazione vergognosa, avendo scoperto la figlia Limone con un amante, uccise costui aggiogandolo al suo carro e imprigionò la figlia con un cavallo finché morì. A seguito di questo fatto, la monarchia sarebbe stata abolita e l'arcontato sarebbe stato aperto a tutti gli Eupatridi.